# Дурново, Александр Дмитриевич
Алекса́ндр Дми́триевич Дурново́ (? — 1906) — курский губернский предводитель дворянства, тайный советник, шталмейстер.

## Биография
Происходил из старинного дворянского рода Дурново. В Курской губернии имел во владении родовое имение.
По окончании курса Императорского училища правоведения вступил в службу 14 мая 1861 года. В 1873—1886 годах состоял чиновником особых поручений Министерства финансов. В 1874 году был пожалован в камергеры, а 30 августа 1879 года произведён в действительные статские советники.
Одно трёхлетие был Курским губернским предводителем дворянства (с 10 марта 1887 года). Затем, в 1890—1893 годах состоял при Министерстве внутренних дел; 11 февраля 1893 года был вновь избран губернским предводителем дворянства и занимал эту должность до 5 февраля 1905 года; 6 декабря 1895 года произведён в тайные советники. Кроме того, состоял почётным мировым судьей Щигровского уезда и почётным попечителем Курской учительской семинарии.
Умер в 1906 году. Был холост.

## Награды
- Орден Святого Станислава 2-й ст. (1874);
- Орден Святого Владимира 3-й ст.;
- Орден Святого Станислава 1-й ст.;
- Орден Святой Анны 1-й ст.;
- Орден Святого Владимира 2-й ст.;
- Орден Белого Орла (1 января 1901 года).

- медаль «В память коронации императора Александра III»
- медаль «В память царствования императора Александра III»
- медаль «В память коронации императора Николая II»
- медаль «За труды по первой всеобщей переписи населения»
- Знак отличия беспорочной службы за XL лет

Иностранные:
- французский Орден Почетного Легиона, кавалерский крест;
- черногорский Орден Князя Даниила I 2-й ст.
- австрийский Орден Франца-Иосифа 2-й ст. (1874)
- персидский Орден Льва и Солнца 1-й ст.